# 21º Gruppo caccia terrestre
Il XXI Gruppo caccia terrestre è stato un reparto da caccia della Regia Aeronautica, inizialmente costituito a Salonicco come XXI Gruppo Aeroplani nel 1918, fu disciolto e ricostituito nuovamente nel 1939, durante la Seconda guerra mondiale fu inserito inizialmente nell'organico del 51º Stormo, anche del 52º Stormo quando il 51° fu disciolto.
Dal 2006 il 21º Gruppo è un gruppo elicotteri dell'Aeronautica Militare Italiana, inserito nell'organico del 9º Stormo Francesco Baracca sull'aeroporto di Grazzanise (CE), dedicato alle operazioni di CSAR (Combat SAR) in supporto alle operazioni speciali, con elicotteri HH-212/A AMI-SAR e HH-212 ICO.

## Storia

### Prima guerra mondiale

#### 73ª Squadriglia caccia (73ª Squadriglia Nieuport)
La 73ª Squadriglia (che fu già 4ª Squadriglia caccia di Verona facente parte del III Gruppo, e così ridenominata il 15 aprile 1916 quando poi entrò a comporre il IX Gruppo il 10 aprile 1917, per poi cambiare nuovamente denominazione in 121ª SAML il 20 settembre 1917) fu nuovamente costituita in Macedonia il 10 novembre 1917 con la 1ª Sezione della 83ª Squadriglia Nieuport (da qui poi il nome di 73ª Squadriglia Nieuport), che opera a Salonicco in appoggio alle truppe della 35ª Divisione. Il suo comandante è il tenente Ernesto Bonavoglia, e comandante interinale fino a fine anno è il tenente Giovanni Righi. Particolarità dell'83ª Squadriglia è che venne costituita in più sezioni che operavano separatamente, di cui la 1ª Sezione fu costituita per la Macedonia, e partì il 16 maggio 1917 imbarcandosi a Taranto sulla nave Savoia. Il 1º giugno ebbe il primo aeroplano montato a Dudlar, l'8 giugno il reparto si trasferì a Kremsan, dove aveva sede anche la 47ª Squadriglia Farman, ed il 22 giugno ebbe la sua prima missione di caccia con il primo combattimento. Il 10 dicembre la Sezione viene trasformata in Squadriglia assumendo il numero di 73ª. Nel periodo di servizio come Sezione dell'83ª Squadriglia effettuò 189 voli con 15 combattimenti, e rivendicò l'abbattimento di due velivoli.
La 73ª Squadriglia Nieuport è dotata di velivoli Nieuport 17 e Nieuport 11, ed ha in carico uno SPAD. La Squadriglia è stanziata a "quota 619" a 20 km a sud di Monastir; ad inizio primavera 1918 riceve alcuni Nieuport 27. Il 25 maggio 1918 entra nell'organico del XXI Gruppo di nuova costituzione.

#### 111ª Squadriglia SAML
La formazione della 111ª Squadriglia SAML è ordinata il 3 marzo 1917, l'unità viene formata al Centro Formazione Squadriglie di Arcade, e riceve gli apparecchi in aprile sul campo della Comina. A metà aprile viene trasferita sul campo di Campoformido, e inizia il servizio di guerra il 21 aprile 1917 alle dipendenze del X Gruppo in sostituzione della disciolta 33ª Squadriglia. Da questa proviene il suo comandante, il capitano Mario Ajmone Cat. All'inizio ha in organico sei velivoli SAML su due sezioni, e nove piloti, una terza sezione viene formata sul campo di Aviano il 5 maggio per la difesa diurna e notturna di Udine.
Il primo volo di guerra della 111ª è compiuto il 2 maggio 1917. Il 31 luglio tutto il materiale della Squadriglia viene trasferito alla 114ª Squadriglia, insieme ai tenenti osservatori Emilio Benini e Agostino Ancillotto; poi la 111ª Squadriglia è trasferita a Taliedo per riequipaggiarsi, poiché è destinata a dislocarsi in Macedonia, dove l'Armée de l'Orient, comprendente la 35ª Divisione fanteria italiana, combatte contro i bulgari e i loro alleati tedeschi.
Il 30 agosto 1917 la 111ª Squadriglia è inviata oltremare partendo il 13 settembre da Taranto. Il 5 ottobre la sua 1ª Sezione arriva a Dudlar, prendendo il posto della disciolta 47ª Squadriglia Fairman. L'8 di ottobre i primi aerei arrivano a Sakulevo. Il 20 Ottobre il capitano Ajmone Cat effettua alcuni voli sui campi alleati per far conoscere la forma dei SAML. Il primo volo operativo avviene il 27 ottobre con Ajmone Cat ed il tenente osservatore Tuzi. A Novembre i voli diminuiscono per il maltempo, ma sono fatte missioni di ricognizione e lancio manifestini. A Gennaio 1918 la Squadriglia incomincia ad usare il radiotelegrafo per i collegamenti con le artiglierie.

#### La costituzione del Gruppo
Il 25 maggio 1918 la 111ª Squadriglia entra a far parte del XXI Gruppo, di cui assume il comando Ajmone Cat, per cui il 1º giugno il capitano Ercole Guadagni assume il comando della Squadriglia.
Lo stesso giorno, con circolare del Regio Esercito Italiano (N° di protocollo 69459 del 24 maggio 1918, 'Costituzione Gruppo Macedonia'), veniva costituito, in Macedonia a Salonicco, il XXI Gruppo Aeroplani riunendo, sotto un unico comando, il Deposito Aereo Avanzato di Dudlar, la 73ª Squadriglia Nieuport, e la 111ª Squadriglia SAML, già operanti in quel teatro da alcuni mesi.
 "Sotto la data del 25 corrente le due squadriglie della Macedonia, 111^ SAML e 73^ NI., costituiranno un Gruppo che assumerà la denominazione di XXI° Gruppo Aeroplani. L'attuale Comandante della 111ª SAML, Capitano Ajmone Cat Sig. Mario cederà il Comando della Squadriglia ed assumerà il Comando interinale del Gruppo. Sarà al più presto provveduto per l'organico del personale e materiale del Comando del Gruppo.-"
Il neo-costituito Gruppo, agli ordini del capitano pilota Mario Ajmone Cat, trovava iniziale e temporanea sistemazione presso il Comando della 111ª Sq. a Kremjan, mentre la 73ª Sq. continuò ad operare dal piccolo aeroporto di Negochani situato a circa 10 km ad ovest di Kremjan. Dopo brevissimo tempo il Comando del XXI Gruppo e della 111ª Sq. trovarono definitiva sistemazione all'aeroporto di Bac, a circa 35 km a sud-est di Monastir.
Alla costituzione del Gruppo la 73^ Sq. era comandata dal Ten. Pil. Vittorio De Biasi ed equipaggiata con i veloci velivoli da caccia Nieuport Ni.11, Ni.17, e Hanriot HD.1; il tenente De Biasi avrebbe comandato la Squadriglia fino al termine della campagna.
Diversa fu la sorte della 111ª Sq., al Cap. Pil. Ajmone Cat subentrò il Cap. Pil. Ercole Guadagni. La Squadriglia era inizialmente equipaggiata con i velivoli biposto SAML S2, macchine da bombardamento e ricognizione poco potenti e veloci. I SAML ben presto denunciarono una precoce usura a causa dell'intenso utilizzo al quale furono sottoposti, ragione per la quale furono rapidamente sostituiti con i nuovi, più potenti e meglio equipaggiati Pomilio P.E. e FIAT Ansaldo SVA 5.
La missione assegnata al XXI Gruppo consisteva nello svolgimento di azioni di ricognizione, bombardamento e guida al tiro di artiglieria in supporto alle forze di terra della 35ª Divisione del Regio Esercito, attraverso l'impiego coordinato delle due Squadriglie alle proprie dipendenze, e delle Forze Aeree francesi operanti nello stesso teatro.
In questo periodo il XXI Gruppo si trovò a dover superare notevoli difficoltà legate alla precaria sistemazione logistica del personale, ed anche ai limitati approvvigionamenti di scorte, i quali non erano altro che la diretta conseguenza della notevole distanza, circa 200 km, dal Deposito di Dudlar, ma anche dalla decisa azione di interdizione delle forze nemiche contro i convogli di rifornimento nel Mar Adriatico. Nonostante ciò il XXI Gruppo continuò a prestare il proprio contributo a supporto delle truppe, e il 29 settembre 1918 la Bulgaria, stremata dall'offensiva Alleata, firmava l'Armistizio.
Il 4 Ottobre 1918 il XXI Gruppo Aeroplani cessava le operazioni di guerra; da quel momento e fino alla metà dell'anno successivo le Squadriglie continuarono a volare effettuando missioni addestrative e di ricognizione sul confine.
Complessivamente la 73ª Squadriglia fu poco impegnata, per la scarsezza dei mezzi ed il cattivo tempo, ma effettuò numerosi voli di crociera e di scorta. Fu parecchio ostacolata comunque per le cattive qualità del materiale, e la scarsità di ricambi, soprattutto dei Ni.27. In complesso effettuò 384 voli di guerra, e sostenne 27 combattimenti aerei senza vittorie riconosciute. Furono decorati di Medaglia d'Argento Righi, di Bronzo Beria d'Argentine. L'unità tornò in Italia nell'agosto del 1919 e il 15 fu sciolta.
La 111ª Squadriglia effettuò 600 voli di guerra, di cui 257 ricognizioni in Macedonia, oltre 3000 fotografie, diretti 90 tiri di artiglieria, 145 bombardamenti, due aerei avversari abbattuti, un aereo perso oltre le linee, e quattro gravemente colpiti e costretti ad atterraggi fuori campo, sette morti, fra cui due comandanti, tre feriti gravi, 16 Medaglie d'Argento e 2 di Bronzo. La Squadriglia rimane a Bac fino a tutto dicembre 1918, l'ultimo giorno dell'anno precipita un Pomilio ed entrambi i membri dell'equipaggio periscono, assume quindi il comando il tenente Abbriata. A marzo del 1919 tutti i velivoli sono riportati a Dudlar, e a Maggio la Squadriglia accoglie i Caproni e gli SVA che al comando di Mercanti stanno compiendo il volo da Roma a Costantinopoli. Il 27 giugno tutti i velivoli sono messi fuori uso da un'esplosione, il 1º luglio Ajmone Cat torna a volare con uno SVA. La 111ª Squadriglia torna in Italia nell'agosto del 1919 ed il 15 è sciolta.
Per i meriti di guerra e temerarietà dimostrata, allo scioglimento del XXI Gruppo Aeroplani nell’agosto del 1919, le onorificenze di Gruppo sono le seguenti: 17 medaglie d’argento al Valore, 3 medaglie di bronzo al Valore, 2 Croci di Guerra, e due promozioni per meriti di guerra.

### Seconda guerra mondiale

#### La ricostituzione del Gruppo
Il 29 maggio 1939 veniva ricostituito, sull'Aeroporto di Ciampino Sud, il XXI Gruppo C.T. (Caccia Terrestre). Dopo essere rimasto autonomo per alcuni mesi, esso entra a far parte, insieme al XX Gruppo, dell'organico del costituito 51º Stormo Caccia, anch'esso sull'aeroporto di Ciampino Sud, il 1º ottobre 1939, e posto alle dipendenze della 3ª Zona Aerea di Roma.
 Con il Foglio d'Ordini Riservato N° 029, il 25 settembre 1939 avviene la costituzione del 51º Stormo Caccia Terrestre:
"Sotto la data del 1º ottobre 1939-XVII si costituiscono i sottonotati Comandi e Reparti da caccia terrestre;
- Comando 51º Stormo C. T. - Aeroporto di Ciampino Sud
- Comando XXI Gruppo C. T. - Aeroporto di Ciampino Sud
- 354ª Squadriglia C. T. - Aeroporto di Ciampino Sud
- 355ª Squadriglia C. T. - Aeroporto di Ciampino Sud
- 356ª Squadriglia C. T. - Aeroporto di Ciampino Sud.

Sotto la stessa data il Comando ed i Reparti del XXI Gruppo C. T., a modifica di quanto disposto con il Foglio d'Ordini riservato n. 014 in data 29 maggio 1939-XVII, cessano dalle dipendenze del Comando del 52º Stormo e passano a quella del Comando del 51º Stormo con il seguente ordinamento:
- XXI Gruppo Ciampino Sud
  - 354ª Squadriglia
  - 355ª Squadriglia
  - 356ª Squadriglia "

Il XXI Gruppo, comandato dal Magg. Pil. Vezio Mezzetti, era equipaggiato con i nuovi caccia monoplano da poco entrati in linea nella Regia Aeronautica: i Fiat G.50 Bis.
Il 3 giugno 1940, alla vigilia dello scoppio delle ostilità, il Gruppo rischierava la 356ª Squadriglia presso l'aeroporto napoletano di Capodichino da dove avrebbe operato, in seguito, autonomamente. 

#### Il conflitto
Il 10 giugno 1940, data di ingresso dell'Italia nel secondo conflitto, il XXI Gruppo riceveva l'incarico della difesa dello spazio aereo attorno alla capitale e alla città di Napoli quando era al comando del Magg. Giovanni Buffa a Ciampino Sud con la 354ª (11 G 50) e 355^ (8 G 50 e 2 Fiat C.R.32).
Il 27 settembre dello stesso anno il Gruppo, passato al comando del Magg. Pil. Giovanni Buffa, cessava di far parte del 51º Stormo (messo in posizione quadro) ed entrava a far parte del 52º Stormo continuando a svolgere il servizio di vigilanza e interdizione nei cieli di Roma e Napoli.
Il 7 marzo 1941 assumeva il comando di Gruppo il Cap. Pil. Gustavo Adolfo Garretto, e proprio in questo periodo nasceva il primo distintivo di Gruppo: un centauro armato di arco e frecce dipinto in bianco su campo nero racchiuso da uno scudo.
Tra aprile e settembre del 1941 la 356ª Sq. e la 386ª Sq. che era entrata in organico dopo che le Squadriglie 354ª e 355ª furono destinate al 24º Gruppo, furono rischierate alternativamente sulle basi di Galatina (LE) e Monserrato (CA) con compiti di bombardamento a terra e scorta ai convogli navali. In quel periodo il Gruppo transitò sui migliori Macchi C.200, e conseguì una nuova vittoria, da parte del Cap. Bruno Mondini, con l'abbattimento di un Blenheim impegnato in un'azione di attacco sul campo di Monserrato. Il 1º ottobre entrambe le Squadriglie fecero ritorno sull'aeroporto di Capodichino e da qui continuarono fino alla fine del 1941.
Con il 1º gennaio 1942, il 21º Gruppo cessava di far parte del 52º Stormo e, rinforzato con l'arrivo della 382ª Squadriglia dal 10 Febbraio, diveniva a tutti gli effetti 21º Gruppo Caccia Autonomo.
Dopo circa quattro mesi di attività bellica, vigilanza ed interdizione del cielo di Napoli, il 21º Gruppo Caccia Autonomo, al comando del Magg. Pil. Ettore Foschini, riceveva l'ordine di trasferimento per il fronte russo, dove avrebbe dato il cambio al 22º Gruppo nel Corpo di spedizione italiano in Russia. La 356ª del Capitano Virginio Teucci, 386ª del Cap. Bruno Mondini e 361ª del Cap. Francis Leoncini decollavano dal campo di Capodichino ed a tappe forzate atterravano a Stalino (Donec'k) tra il 4 ed il 5 Maggio del 1942. Il rischieramento del reparto si completava, con l'arrivo della 382ª Squadriglia del Cap. Enrico Candio, ultima a lasciare l'Italia, il giorno 24 maggio con i Macchi C.202.
Il gruppo abbatte 5 velivoli nemici in maggio, 5 in giugno e 11 in luglio. Dal 9 luglio 1942 viene inquadrato nell'8ª Armata (Regio Esercito).
Agli inizi di agosto, mese che doveva segnare l'avvio della controffensiva russa, il Gruppo subiva diversi arretramenti da Mercavka a Vorosiligrad e poi Obliskaja, iniziando così un'azione di ordinato ripiegamento dalle posizioni avanzate conquistate durante la prima parte della Campagna.
Il 6 agosto, gli MC 200 (che disponevano di due bombe alari da 50 kg) eseguono una missione di bombardamento ad est del Don  colpendo truppe sovietiche d'artiglieria e fanteria.
A settembre il Gruppo riceve dodici Macchi M.C.202 equamente ripartiti tra le quattro Squadriglie (356ª, 361ª, 382ª, 386ª).
Tra la metà di ottobre e la metà di novembre, gli MC 200 e MC 202 continuarono, a prezzo di molte perdite a causa sia dall'aviazione che dalla contraerea russa, negli attacchi a bassa quota, colpendo principalmente colonne motorizzate ed ammassamenti di truppe.
In dicembre, ciò che restava del Gruppo (32 MC 200 ed 11 MC 202]) esegue una serie quasi continua di attacchi a volo radente contro i nuclei corazzati e motorizzati nemici che entrano nelle retrovie dell'8ª Armata. Con temperature anche di 40-45 gradi sotto zero, con i carrelli e il brandeggio delle armi di bordo bloccati dal ghiaccio (con quelle temperature gli oli lubrificanti della Regia si indurivano diventando una specie di colla), i Macchi si alzarono in volo dai campi coperti da neve ed attaccati dai caccia-bombardieri sovietici per cercare di supportare quello che rimaneva delle posizioni difensive italiane.
La lotta proseguiva aspra e tra crescenti difficoltà fino alla prima metà del gennaio 1943, che verrà ricordato per la rigidissima temperatura che bloccò la quasi totalità delle operazioni. Nonostante ciò il 17 gennaio una pattuglia di 25 velivoli (quando il gruppo ormai disponeva di 30 M.C.200 e 9 M.C.202) decollava per una missione di mitragliamento nella zona di Millerovo, in quella che sarebbe stata l'ultima azione di guerra del 21º Gruppo sul Fronte Orientale. Il 18 gennaio il comandante riceveva l'ordine di arretrare dapprima sull'aeroporto di Stalino e da qui a Zaporižžja. Il 20 febbraio 1943 il Gruppo era a Odessa in attesa di rimpatriare; il 15 aprile successivo il Gruppo lasciava Odessa e dopo quattro tappe giungeva, sul finire del mese, sull'aeroporto fiorentino di Peretola. Al rientro, il 23 aprile, la 382ª Squadriglia fu disciolta.
Per circa un mese piloti e specialisti lavorarono per ricostruire materialmente e moralmente il Gruppo decimato dai tanti mesi di dura lotta, ed a metà maggio il reparto veniva trasferito sull'aeroporto siciliano di S. Giuseppe di Chinisia (TP), con il compito di contrastare lo strapotere e l'offensiva alleata proveniente dal Canale di Sicilia.
L'eroico comportamento dei reparti, ormai ridotti a pattuglie di pochi aerei, non riusciva a rallentare il ritmo delle offensive, né a frenare l'avanzata anglo-americana; in conseguenza di ciò il 21º Gruppo veniva arretrato in Puglia con la 356ª Sq. e la 361ª Sq. dislocate a Gioia del Colle (BA), e la 386ª Sq. a Manduria (TA).
Nel primo pomeriggio dell'8 settembre 1943, poche ore prima dell'annuncio dell'armistizio e della fine delle ostilità contro gli Alleati, il 21º Gruppo compie quello che più fonti sostengono essere l'ultimo combattimento aereo della Regia Aeronautica prima della firma dell'armistizio.
Nell'autunno 1943 le tre squadriglie, decentrate sui due campi di Gioia del Colle e Manduria, ricevevano l'ordine di ricongiungersi presso l'aeroporto di Galatina (LE); da questa nuova sede iniziavano le prime missioni di mitragliamento al di là del Mare Adriatico, compiute con gli ultimi M.C. 202 e alcuni Reggiane RE 2001 di recente assegnazione.
Il 12 novembre, cinque Re.2001 e nove MC 202 effettuano un attacco contro aerei tedeschi sul campo di Berat.
Il 1º gennaio 1944 il 21º Gruppo veniva nuovamente inglobato nel 51º Stormo, con il 20º Gruppo ed il 155º Gruppo, con i quali in sede di riorganizzazione divideva le proprie Squadriglie e passa i Re.2001 al 101º gruppo Tuffatori del 50º stormo; ridefinita l'organizzazione al 21º Gruppo rimaneva la originaria 386ª Squadriglia, alla quale si affiancava la 351ª Squadriglia proveniente dal 155º Gruppo. Con il 4º e 5º Stormo, anch'essi rischierati a Galatina, il 51º Stormo completava il quadro del nuovo Raggruppamento Caccia della ricostituita Aeronautica. Il 3 luglio il reparto veniva trasferito sulla base di Campomarino (Termoli) dove già si erano trasferiti gli altri due Gruppi dello Stormo; in agosto gli M.C.202 del Gruppo vennero spostati a Leverano (BA). L'ultimo trasferimento del periodo bellico avveniva tra il 14 e il 19 ottobre 1944 con il ritorno, per la terza volta, sulla base di Galatina; da qui con gli ultimi M.C.202 e M.C.205 il Gruppo continuò a combattere anche durante i primi mesi del 1945. Il 31 Gennaio il Gruppo perdeva il suo ultimo pilota in tempo di guerra precipitato al suolo durante un volo di collaudo. Pochi mesi dopo, il 25 aprile 1945, l'Italia usciva dal secondo conflitto mondiale.

### Nella Repubblica
Cambiò denominazione in 21º Gruppo nella neo costituita Aeronautica Militare dopo la seconda guerra mondiale. Nuovamente reinserito nell'organico del 51º Stormo nel dopoguerra; quindi dal 1964 dal neo ricostituito 53º Stormo sull'aeroporto Natale e Silvio Palli di Cameri (NO).
Fu un gruppo caccia, inizialmente bombardieri e poi intercettori ognitempo (AWX) da quando adottò, nella seconda metà degli anni 50, il caccia F-86K, sostituito poi dal F-104, prima in versione G, poi S ed S ASA, ed in ultimo dal caccia Tornado F3 ADV.
Il 29 luglio 1999 il reparto fu trasferito all'Aeroporto di Gioia del Colle, entrando a far parte dell’organico del 36º Stormo.
Dal 1º marzo 2001 posto in posizione quadro.
Nel 2006 il 21º Gruppo fu ricostituito, con elicotteri HH-212/A AMI-SAR e HH-212 ICO, e inserito nell'organico del 9º Stormo Francesco Baracca sull'aeroporto di Grazzanise (CE), dedicato alle operazioni di CSAR (Combat SAR) in supporto alle operazioni speciali.